# Outre-Mers
Outre-Mers. Revue d’histoire coloniale et impériale
 (septembre 2023).
Pour l’article ayant un titre homophone, voir Outremer.
Outre-Mers. Revue d’histoire coloniale et impériale  est une revue d'histoire française semestrielle, créée en 1913.
Conçue, fabriquée et vendue par abonnement par la Société française d'histoire des outre-mers, la SFHOM, association savante relevant de la loi de 1901. Elle réunit des enseignants-chercheurs et des enseignants du secondaire, tous et toutes bénévoles, pour produire une culture savante et scientifique relative à l'histoire de la colonisation et de la décolonisation.

## Histoire
À sa naissance en 1913, la Revue de l’histoire des colonies françaises est d'abord proche des administrations et des entreprises coloniales ; elle était alors consacrée à la valorisation culturelle de la colonisation française. Elle existe sous ce nom de 1913 à 1931. On trouve les publications de cette période sur Gallica. En 1932, elle change de nom pour s'appeler Revue d'histoire des colonies. Elle conserve cette appellation jusqu'en 1959, au moment des indépendances. Les responsables de la revue décident de tourner le dos à la dimension « coloniale » de la revue, pour prendre une orientation plus scientifique et historique.
En 1959, la revue prend le nom de Revue française d'histoire d'outre-mer qu'elle conserve jusqu'en 2000. Afin de montrer la singularité et la pluralité « des » outre-mers, elle devient alors Outre-Mers. Revue d’histoire.
Les numéros de la période (1932-2015) sont accessibles sur le site Persée.
En 2021, les rédactrices en chef de la revue (Emmanuelle Sibeud, Isabelle Surun et Christine Mussard) démissionnent à la suite de la polémique autour de la situation de Julie d'Andurain dans une commission d'études sur le Rwanda. Une nouvelle équipe se met en place, sous la direction de Pierre Vermeren, et rebaptise la revue Outre-Mers. Revue d’histoire coloniale et impériale, en références aux «Imperial Studies». Elle apparait alors sur Cairn.info et modifie sa maquette.

## La SFHOM, éditrice deOutre-Mers. Revue d’histoire coloniale et impériale
- Renouvelée en 2021[8], l'équipe de la SFHOM se compose comme suit :
- Président honoraire : Hugues Tertrais, Professeur des Universités à Paris I-Panthéon-Sorbonne.
- Président et directeur de la publication : Pierre Vermeren, Professeur des Universités à Paris I - Panthéon-Sorbonne[9].
- Vice-présidents : Robert Aldrich, Professeur des Universités à Sydney[10]; Marcel Dorigny (†), maître de conférences, Université Paris VIII-Saint-Denis ; Guillaume Vial, professeur de lycée, Académie de Reims, webmaster du site[1].
- Trésorière : Julie d'Andurain, Professeur des Universités à l'Université de Lorraine (Metz)[11].
- Secrétaire général : Guillaume Denglos, Docteur de Paris I-Panthéon-Sorbonne.
- Rédacteur en chef et rédactrice en chef : Pierre-Eric Fageol, Maître de conférences HDR de Paris I-Panthéon-Sorbonne, en poste à l'Université de La Réunion[12], et Soraya Laribi, Docteure de l'Université Paris-IV-Sorbonne (auj. Sorbonne-Université).
- Comité de rédaction : l'équipe de direction compose le comité de rédaction. Il est conseillé et assisté par un conseil scientifique international ce qui fait d'elle est une « revue à comité de lecture », très bien classée dans les évaluations académiques.

### Évolution récente
Depuis les années 1960, l'équipe d’universitaires aux spécialités diverses qui a pris la relève des administrateurs, hommes politiques ou chefs de grandes entreprises s'est fixé pour tâche d’accorder la parole à des historiens quelles que soient leurs opinions, leurs professions, leurs origines afin de participer à construire, avec des travaux de qualité, l’histoire d’une humanité complexe.
Quand Pierre Vermeren, est élu président de la SFHOM en 2021, il succède à de très nombreux historiens français, tous renommés comme Marc Michel, Hélène d'Almeida-Topor (†), soutenus par des vice-présidents et vice-présidentes tels que Catherine Coquery-Vidrovitch, Marcel Dorigny, Robert Aldrich, Colette Zytnicki. Parmi les anciens rédacteurs en chef ou secrétaires généraux, la SFHOM a compté Roger Pasquier (†), Daniel Lefeuvre (†), Pierre Brocheux (†), Bernard Droz, Hubert Bonin, Guy Pervillé, Josette Rivallain, Isabelle Surun, Emmanuelle Sibeud.
Structure et organisation de la revue
La revue compte deux numéros par an et publie des numéros doubles, chacun comportant une partie thématique, des Varia ou ensemble d’articles présentant des recherches en cours, un document provenant de préférence des sources archivistiques, et pour finir des comptes rendus substantiels d'ouvrages publiés et des annonces.
Les titres et orientations de la revue sont choisis au cours des réunions de Bureau et de l'Assemblée générale de la SFHOM qui réunit une fois par an les membres sociétaires de l'association. Dans certaines occasions, ce sont des colloques qui donnent naissance à un numéro thématique. Dans d'autres cas, la participation aux concours du CAPES et de l'agrégation d'histoire donne naissance à un numéro spécial comme pour le Hors-Série Concours de la Sfhom (Capes et Agrégation d’histoire), 2022-2025 dirigé par Julie d'Andurain et Guillaume Vial. Ouverte sur le monde universitaire international, la revue publie gracieusement les articles des jeunes chercheurs, français et étrangers, s'ils rassemblent les conditions scientifiques exigées pour une publication.
En tant que société savante, la SFHOM travaille de concert avec le monde des archives et des bibliothèques : les Archives de l'outre-Mer d'Aix-en-Provence (les ANOM) et la bibliothèque de la Ville de Paris (BHdV) ont leur place dans la revue depuis quelques années. Certains membres de la SFHOM ont établi des lien avec l'Académie des sciences d'outre-mer (ASOM) et avec des revues anglo-saxonnes telles que The Journal of Imperial and Commonwealth History (en).
Les auteurs et auteures ayant collaboré à la revue ou participé à la direction d'un volume sont très nombreux. Outre les personnes déjà citées, et sans toutefois chercher à être exhaustif, on peut ajouter Jacques Dumont, Benoît Bérard, Jean-Pierre Sainton, Philippe Delisle, Evelyne Combeau-Mari, Claire Villemagne, Chantal Metzger, Pierre Singaravélou, Odile Goerg, Marie-Albane de Suremain, Julie Marquet, Blake Smith, Hélène Chartron, Sarah Mohamed-Gaillard, Jean-François Klein, Anne-Claire de Bonneville, Samia El Méchat, Yvan Combeau, Edenz Maurice, Cécile Vidal, Marie-Christine Touchelay, Marie Salaün, Benoit Trépied, Xavier Huetz de Lemps, Arnaud Bartolomei, Martín Rodrigo Y Alharilla, Eric Saugera, Jacques Frémeaux, Dominique Barjot, Alain Messaoudi, Céline Labrune Badiane, Franck Laurent, François Vignale, Laure Demougin, Claudine Piaton, Danielle Bégot, Jacques de Cauna, Jacques Portes, Bernard Dupaigne, Olivier Blamangin, Jean-François Figeac, Corinna Sandu, Jean-Yves Puyo, Henri Eckert, Sylvie Pontillo, Isabelle Chiavassa, Frédéric Garan, Sémir Al Wardi, Jean-Marc Regnault, Gwénaël Murphy, Abdelhakim Belhacel, Patrice Morlat, Berny Sèbe, Eric T. Jennings, etc.

## Contenu thématique
Outre-Mers. Revue d’histoire coloniale et impériale traite de thèmes qui représentent l’évolution et l’enrichissement des recherches, tant coloniales que postcoloniales, en mobilisant les champs classiques de l'histoire (histoire politique, militaire, économique et sociale). Elle travaille aussi sur les champs d'études immatériels (enseignements et coopération, religions, etc.), et sur la question du genre.
Elle évolue en s'adaptant au renouvellement des recherches universitaires en acceptant en son sein tous les renouvellements, mais en refusant de se rattacher à une « chapelle » particulière. Elle se veut fédératrice des différents courants de pensée, d’investigation, de modes conceptuels, sans négliger aucune piste de réflexion. Ce faisant, elle n'a pas échappé à des crises internes (en 2008, en 2020), mais sa capacité à exister depuis plus de cent ans avec une remarquable continuité, montre que la SFHOM est une association solide. Elle répond à un besoin fondamental : celui de mieux comprendre et d'expliquer les phénomènes liés à la colonisation et la décolonisation, sans passions ni crispations.
La SFHOM accorde toujours la priorité aux publications sur l’outre-mer, accueillant dans la revue et dans les ouvrages des synthèses, des réflexions, des perspectives nouvelles rédigées par des chercheurs d’horizons variés. Ces publications sont lues et consultées par un lectorat de tous âges et de toutes conditions, aux multiples origines géographiques, avec beaucoup d’universitaires, certes, mais également des érudits, des communautés académiques, des sociétés savantes, et des familles qui y recherchent trace de leur passé.
Pour aborder l’histoire des continents et leur rencontre dans le cadre de la colonisation, les thèmes fédérateurs ont évolué : à travers eux s’établissent des réflexions engendrées par les mouvements de colonisation puis de décolonisation, et maintenant, surtout, sur l’histoire en construction des pays devenus indépendants. Sont évidemment pris en compte les divers territoires de l’Afrique, l’Asie, surtout celle du Sud-Est, les Amériques, les mondes océanien et Pacifique où se jouent de nouvelles cartes historiques.

## Thème des numéros récents
- 2022-1, no 414-415, sous la direction de Pierre Vermeren, Algérie-France, réflexions et matériaux sur un interminable divorce
- 2022-2, no 416-417, sous la direction d'Yvan Combeau et de Justin Daniel, Écrire l’histoire des départementalisations dans les outre-mer français
- 2023-1, no 418-419, sous la direction de Pierre-Éric Fageol et Céline Labrune Badiane, Adapter l’enseignement, les institutions et les dispositifs scolaires en situation coloniale et postcoloniale
- 2023-2, no 420-421, sous la direction de Franck Laurent et François Vignale, La presse dans l’Empire colonial français
- 2024-1, no 422-423, sous la direction de Julie d'Andurain et Frédéric Garan, L'exil, une histoire impériale et globale
- 2024-2, no 424-425, à paraître-